# Dino Cerimagić
Dino Cerimagić (* 26. Februar 1972) ist ein bosnisch-herzegowinischer Poolbillardspieler.

## Karriere
In der Saison 2009/10 wurde Dino Cerimagić Bosnisch-herzegowinischer Meister in den Disziplinen 14/1 endlos und 9-Ball. In der folgenden Spielzeit gewann er die Titel im 8-Ball und 10-Ball, die er in der Saison 2011/12 erfolgreich verteidigen konnte. Im März 2012 gelang ihm erstmals der Einzug in die Finalrunde der Europameisterschaft; Beim 8-Ball-Wettbewerb erreichte er die Runde der letzten 64 und unterlag dort dem Polen Marek Kudlik mit 5:8. In der Saison 2012/13 wurde er nationaler Meister in den Disziplinen 14/1 endlos und 8-Ball. Bei der EM 2013 erreichte er bei den Wettbewerben im 10-Ball und 8-Ball die Runde der letzten 32. In der Spielzeit 2013/14 wurde er zum dritten Mal Bosnisch-herzegowinischer Meister im 10-Ball. Nachdem er bei der EM 2014 nicht über die Runde der letzten 64 hinausgekommen war, erreichte er 2015 beim 14/1-endlos-Wettbewerb zum dritten Mal die Runde der letzten 32 und schied dort gegen den früheren Weltmeister Stephan Cohen aus. In der Saison 2015/16 gewann er den nationalen Meistertitel im 10-Ball. Bei der EM 2016 schaffte er es im 10-Ball nach Siegen gegen Daniel Kandi und Mahmut-Sami Koylu erstmals ins Achtelfinale, indem er jedoch mit 3:8 gegen den späteren Finalisten Petri Makkonen verlor.
Bei der Senioren-Europameisterschaft gewann Cerimagić bislang vier Medaillen. 2013 belegte er im 8-Ball und 10-Ball den dritten Platz, 2014 wurde er Dritter im 10-Ball und 2015 gewann er erneut die Bronzemedaille im 8-Ball.

## Erfolge
| Bosnisch-herzegowinischer 14/1-endlos-Meister: | 2009/10, 2012/13                   |
| Bosnisch-herzegowinischer 9-Ball-Meister:      | 2009/10                            |
| Bosnisch-herzegowinischer 8-Meister:           | 2010/11, 2011/12, 2012/13          |
| Bosnisch-herzegowinischer 10-Meister:          | 2010/11, 2011/12, 2013/14, 2015/16 |